# Szakszervezet

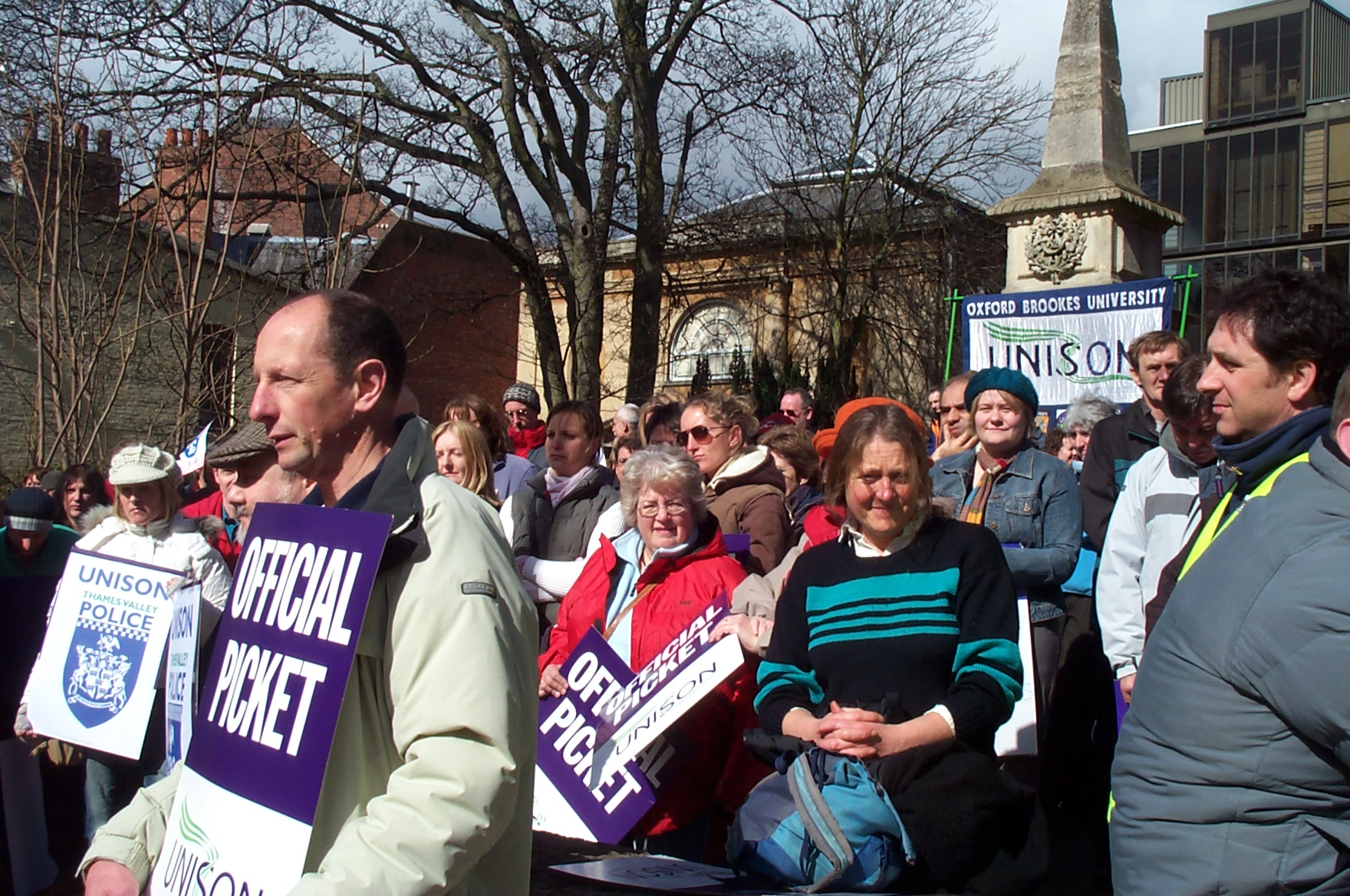
A UNISON szakszervezet tüntetése Oxfordban 2006. március 28-án.

A szakszervezet a munkavállalók olyan érdekvédelmet szolgáló tartós egyesülése, amelynek célja közös követelések elérése a munka világában, különösen a munkabérek, a munkavégzés szabályai területén és a munkavállalók számára fontos szociális kérdésekben.
A szakszervezetek a munkáltatókkal a munkaerőpiaci feltételekről, többek közt a bérekről tárgyalnak, illetve ha szükségét látják, nyomásgyakorló akciókat (sztrájk, tüntetés) szerveznek. A tárgyalások vonatkozhatnak a bérekre, a munkahelyi szabályokra, a panaszeljárásokra, a felvételt, elbocsátást, előléptetést övező szabályokra, a munkahelyi kedvezményekre, biztonsági előírásokra stb. A tárgyalások eredményeit az adott szakszervezet tagjai (gyakran az ágazatban dolgozó más munkavállalók is) és a munkáltatók kötelezőnek szokták tekinteni.
Szakszervezethez gyakran munkanélküliek, tanulók és nyugdíjasok is csatlakoznak.

## Jellemzői
- Önkéntesen létrehozott,
- önkormányzattal rendelkező szervezet,
- a törvény által meghatározott célra alakul,
- nyilvántartott tagsággal rendelkezik,
- céljának elérésére szervezi a tagjai kollektív érdekérvényesítő tevékenységét.

## A szakszervezetek típusai a tagságának köre alapján
A szakszervezetek a munkavállalók szervezetei, de nem minden munkavállalót egy egységes szervezetbe átfogó szervezetek. Tipikusan, minden egyes szakszervezet a munkavállalók csak egy meghatározott körét fogadja be tagjai közé, kívánja szervezni és képviselni. A szakszervezetek típusai a tagságának köre alapján:
- szakmai alapon szerveződő,
- ágazati alapon szerveződő,
- vállalati szakszervezetek,
- politikai és vallási alapon tömörülő,
- nemzetiségi alapon szerveződő,
- regionális alapon szerveződő.

A szakmai alapon szerveződő szakszervezetek tömöríteni kíván minden munkavállalót egy meghatározott szakmában, foglalkozási és képzettségi körben, függetlenül attól, hogy tagjai melyik iparágban vagy vállalatnál vannak alkalmazva. E körben a munkavállaló szakmai képzettsége, munkája, illetve a munkahelyi hierarchiában elfoglalt helye áll az egységes érdekfellépés mögött. A szakmai alapon szerveződő szakszervezetek legrégebbi formája a szakegylet. A szakegyletek tagjai csak azok lehettek, akik a megfelelő szakképzettséggel rendelkeztek. A szakmai alapon szerveződő szakszervezetek célja, hogy az adott szakmában dolgozó munkavállalók számára egységes munkavállalási feltételeket érjen el, függetlenül a munkavállalót alkalmazó cég helyzetétől. A szakmai szakszervezetek elsődleges eszköze a bérek, a munkavállalás feltételeinek, tagjainak státusza védelmére az iparba való belépés, a szakmunkássá (segéddé) válás lehetőségének kontrollálása és korlátozása, a bérek egységes megállapítása és a munkavégzés merev szabályainak érvényesítése..
Ágazati szakszervezet az összes munkavállaló szervezésére törekszik egy iparágban vagy iparágakat összefogó ágazatban, függetlenül a munkavállalók szakmai képzettségétől és a munkaszervezetben elfoglalt pozíciójuktól. Az iparági (ágazati) szakszervezetek legfontosabb eszköze az iparág vagy ágazat összes munkahelyére kötelező erejű kollektív szerződés megkötése a munkáltatókat képviselő munkáltatói szervezettel. A kollektív szerződés szabályozza a munkavállalás legfontosabb feltételeit, különösen a béreket és a juttatásokat. Sok iparági vagy ágazati szakszervezetnek van munkahelyi szervezete. Az ágazati vagy szakmai szervezetnek, amennyiben vannak is munkahelyi szervezetei, azok nem önálló szakszervezetek. A munkahelyi szervezetek elsődleges feladata az iparági vagy ágazati kollektív szerződés betartásának ellenőrzése. Számos országban az ipari munkások és az állami alkalmazottak külön-külön szakszervezeti szövetségekbe tömörülnek.
A vállalati szakszervezetek esetében a szakszervezeti tagság a vállalati szakszervezethez kötődik. A munkahelyi szintű szakszervezetek csak az adott vállalat munkavállalóit kívánja szervezni és képviselni. A munkahelyi szakszervezet vállalati kollektív szerződést köt, amely csak az adott vállalatra nézve szabályozza a munkavállalás feltételeit, különösen a béreket és a juttatásokat. A magyar szakszervezetek vállalati szintű szerveződések. Amennyiben vannak iparági vagy ágazati szakszervezeti szövetségek, azok a vállalati szakszervezetek laza konföderációja.
A legtöbb országban a szakszervezeti mozgalom megosztott politikai és vallási tekintetben is. Ez azt jelenti, hogy egy-egy országban több országos szakszervezet is kialakult politikai/vallási vagy éppen regionális törésvonalak mentén. Mára a legtöbb európai országban elhalványultak a politikai különbségek a szakszervezeti konföderációk között, bár a történelmi hagyományokon alapuló szervezeti különállás fennmaradt.
Néhány országban találhatunk nemzetiségi alapon szerveződő szakszervezeteket.
A szakszervezetek szakmai/politikai/regionális vagy foglalkoztatottsági megosztottsága önmagában nem jelenti azt, hogy nem lehetséges szoros együttműködés e szervezetek között. Az, hogy egy országban versengés vagy együttműködés jellemző inkább a szakszervezetekre az sokban függ a politikai kultúra állapotától, és a politikai pártok egymáshoz való viszonyától. Versengő modell akkor érvényesül elsősorban, ha a politikai pártok között mélyek az ellentétek, s ez a politikai ellentét kivetül a szakszervezetekre is.

## A szakszervezetek eszközei
Kollektív szerződés
útján a munkáltatóval a munkavállalás feltételeinek közös szabályozása.
A szakszervezetek céljaik elérése érdekében még az alábbi eszközöket alkalmazzák:
- Részvétel háromoldalú (tripartit) érdekegyeztető fórumok munkájában, ahol a munkavállalók képviseletében a szakszervezet tárgyal az állam és a munkáltatók képviselőivel a munka világát és a munkavállalók szociális helyzetét érintő kérdésekről. Munkáltatóval és az állammal való tárgyalás a munkavállalók közös érdekeinek képviseletében.
- Segélyek és juttatások biztosítása a szakszervezeti tagoknak. Amikor még nem létezett társadalombiztosítás, a szakszervezetek a befizetett tagdíjakból betegségi és munkanélküli segélyt adtak tagjaiknak. Mára a segélyezés szerepe visszaszorult, s a szakszervezetek csak kisebb szociális segélyeket adnak tagjaiknak.
- Ugyanakkor jelentősen nőtt napjainkban a munkajogi segítségnyújtás szerepe vitás helyzetekben a munkavállalóknak a munkáltatóval szemben.
- A vállalat vezetésében való részvétel.
- Közreműködés egyéni és csoportos problémák, vitás helyzetek megoldásában.
- Nyomásgyakorlás az a végső eszköz, amikor a szakszervezet tárgyalásokkal már nem tud eredményt elérni, s ezért sztrájkot szervez, tüntetésre hív fel vagy egyéb olyan módon nyilvánosan lép fel a munkavállalók érdekében, ami kárt okozhat a munkáltatónak vagy éppen az államnak. A nyomásgyakorlással kényszeríti ki a szakszervezet, hogy a munkáltató vagy éppen az állam a munkavállalók számára kedvező döntést hozzon.
- Politikai szerepvállalás. A szakszervezetek politikai szereplőként is felléphetnek, annak érdekében, hogy a munkavállalók számára kedvező törvényalkotást és/vagy kormányzati politikát érjenek el. Ennek érdekében önállóan is felléphetnek, vagy követeléseikkel egyetértő politikai pártokkal lazább vagy szorosabb együttműködést alakíthatnak ki és szövetséget köthetnek.

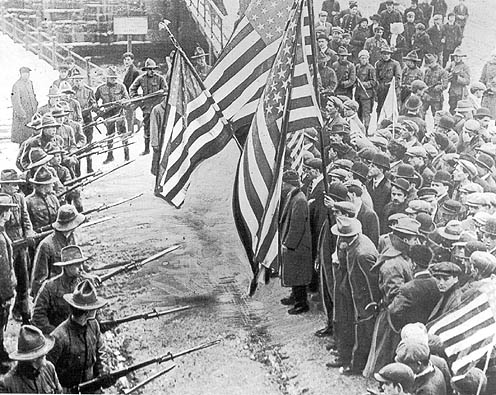
Fegyveres milicisták veszik körbe a békés demonstrálókat az 1912-es massachusettsi Lawrence textilsztrájk során.

## A szakszervezetek története
A szakszervezetek gyökerei a 18. századba nyúlnak vissza, amikor az ipar gyors növekedése parasztok, nők, gyermekek és bevándorlók tömegeit tette munkássá, új társadalmi szerepeket és viszonyokat kialakítva. A képzett és képzetlen munkások már a kezdetektől spontán módon szervezkedtek érdekeik védelmére és ez volt a szakszervezetei mozgalom kezdete.
A szakszervezeteket gyakran tekintik a középkori európai céhek örököseinek is, de ez a kapcsolat vitatott. A céhek azért alakultak, hogy adott helyen megélhetést biztosítsanak egy adott mesterség űzőinek, szabályozva annak menetét, hogyan lehet valaki inasból segéd, majd mester vagy nagymester a szakmában. Egy szakszervezet is lehet egy mesterség űzőinek egyesülése, de egy cég vagy gazdasági ágazat munkavállalóinak összességét is összefoghatja. Mióta Sidney Webb és Beatrice Webb 1894-ben kiadták A szakszervezeti mozgalom története (angolul History of Trade Unionism) című műveket, az uralkodó történeti definíció szerint a szakszervezet „bérkeresők folytonos egyesülése, amelynek célja hogy fenntartsák vagy javítsák alkalmazásuk feltételeit”. Ettől a modern meghatározások sem térnek el lényegesen, mint például az Ausztrál Statisztikai Hivatalé: „túlnyomórészt alkalmazottakból álló szervezet, amelynek fő tevékenységéhez hozzátartozik, hogy tagjai számára tárgyaljon fizetésükről és alkalmazásuk feltételeiről”.

## Gyakorlatban
- A világban a szakszervezeteknek három évszázados történetük folyamán jogaikat és felelősségüket tekintve számos formája alakult ki. Léteznek olyan helyek, illetve ágazatok, amelyekben a szakszervezetek viszonylag gyengék, de előfordul az is, hogy egyes szakszervezetek exkluzív jogokat harcolnak ki maguknak, például azt, hogy bizonyos munkahelyeken csak szakszervezeti tagok dolgozhassanak, a munkaadó ne alkalmazhassa más szakszervezetek tagjait stb.
- Spanyolországban a két jelentős szakszervezet közül a CCOO a kommunista párttal volt szövetséges, az UGT pedig a szocialista szakszervezeti mozgalom volt.
- Politikai megosztottságot találhatunk Franciaországban és Olaszországban, ahol 1946-47 fordulóján vált szét a korábban egységes szakszervezeti mozgalom kommunista és mérsékelt politikát folytató, a demokratikus rendet támogató szocialista és keresztényszocialista szakszervezetekre.
- Belgiumban és Hollandiában kereszténydemokrata-szociáldemokrata politikai irányultság mellett vált ketté a szakszervezeti mozgalom.
- Azokban a volt szocialista országokban, ahol kialakult alulról szerveződő szakszervezeti mozgalom a rendszerváltás éveiben, szintén kialakult a szakszervezeti mozgalom politikai megosztottsága, mégpedig a szocialista múlthoz való viszony, mint elhatároló tényező körül.
  - Lengyelországban a Szolidaritás Független Szakszervezet és a volt kommunista szakszervezeti szövetség utódszervezete az OPZZ
  - Magyarországon a Liga és Munkástanácsok az egyik oldalon, a SZOT utódszervezetei a másik oldalon állnak.
- Ipari munkások és az állami alkalmazottak külön-külön szakszervezeti szövetségekbe tömörülnek például a skandináv országokban és Magyarországon.
- Spanyolországban, például Baszkföldön van regionális (egyben nemzetiségi) alapon szerveződő szakszervezet.
- Magyarországi szabályozás: a rendszerváltás idején, 1992-ben elfogadott (1992. évi XXII.) törvény meghatározása szerint szakszervezeten a munkavállalók minden olyan szervezetét érteni kell, amelynek elsődleges célja a munkavállalók munkaviszonnyal kapcsolatos érdekeinek előmozdítása és megvédése. A szakszervezet működésére az egyesülési törvény irányadó. E szerint a munkavállalók önkéntesen alapíthatják meg. Egy szakszervezet megalapításához minimum 10 fő szükséges. A szakszervezet alakuló ülésen elfogadott alapszabály szerint köteles működni. Ugyan a szakszervezetek elsősorban a munkavállalók érdekvédelmi szervezete, tagjaik között lehetnek tanulók, nyugdíjasok, munkanélküliek. A szakszervezet alapszabálya határozza meg, hogy kik lehetnek a szakszervezet tagjai. A 2012-es új munka törvénykönyv (2012. évi I. törvény), majd annak 2018-as módosítása (2018. évi CXVI. törvény) számos számos jogosultságot kivett a szakszervezetek kezéből, illetve a munkavállalói jogok csorbítása mellett csökkentette az érdekérvényesítésük mozgásterét és eszköztárát.[3]

## Lásd még
Konföderációk:
- Autonóm Szakszervezetek Szövetsége
- Értelmiségi Szakszervezeti Tömörülés
- Független Szakszervezetek Demokratikus Ligája
- Magyar Szakszervezetek Országos Szövetsége
- Munkástanácsok Országos Szövetsége
- Szakszervezetek Együttműködési Fóruma

Szakszervezetek:
- Belügyi és Rendvédelmi Dolgozók Szakszervezete
- Büntetés-végrehajtási Dolgozók Országos Szakszervezeti Szövetsége
- Felsőoktatási Dolgozók Szakszervezete
- Közgyűjteményi és Közművelődési Dolgozók Szakszervezete
- Pedagógusok Szakszervezete
- Pedagógusok Demokratikus Szakszervezete
- Szolidaritás Független Szakszervezet
- Vasúti Dolgozók Szabad Szakszervezete
- Multinacionális Cégek Dolgozóinak Szakszervezete